# Chaetomium megalocarpum
Chaetomium megalocarpum är en svampart som beskrevs av Bainier 1910. Chaetomium megalocarpum ingår i släktet Chaetomium och familjen Chaetomiaceae.   Inga underarter finns listade i Catalogue of Life.